# 普雷茨费尔德
普雷茨费尔德是德国巴伐利亚州的一个市镇。总面积24.19平方公里，总人口2458人，其中男性1210人，女性1248人（2011年12月31日），人口密度102人/平方公里。